# كين كوجل
كين كوجل (بالإنجليزية: Ken Coghill)‏ (ولد في 10 نوفمبر 1944 في مانسفيلد، فيكتوريا) وهو سياسي أسترالي سابق. 
تلقى تعليمه في مدرسة كولفيلد النحوية، درس كوجل العلوم البيطرية في جامعة ملبورن، عمل كطبيب بيطري قبل العمل في مجلس مدينة ودونغا، دخل المجلس التشريعي لفكتوريا كعضو عن حزب العمل في ويريبي في انتخابات عام 1979، وشغل منصب رئيس المجلس من 1988 إلى 1992.
بعد تقاعده من البرلمان في عام 1995، حصل على درجة الدكتوراه من جامعة ملبورن وهو حاليا أستاذ مشارك في جامعة موناش.